# Sandra Domene Pérez
Sandra Domene Pérez (Terrassa, 4 d'abril de 2000) és una portera de waterpolo catalana.
Es formà al Club Natació Terrassa, amb el qual debutà a la Divisió d'Honor femenina. Internacional amb la selecció espanyola en categories de formació, en categoria juvenil es proclamà campiona del Món (2018) i d'Europa (2017) i aconseguí la medalla d'argent als Jocs Europeus de Bakú 2015. Amb la selecció absoluta, es proclamà subcampiona del Món (2019). Al final de la temporada 2023-24, es retirà de la competició professional degut a discrepàncies amb el club terrassenc.